# Es Castellàs des Caparrot de Forma
En la zona de Caparrot de Forma, cerca de la urbanización des Canutells (Menorca), hay dos yacimientos de cronologías y funciones diferentes. Por un lado, en sus acantilados hay una necrópolis formada por 23 cuevas artificiales o hipogeos de la Edad del Hierro. Por otro lado, en el promontorio costero hay un asentamiento de la Edad del Bronce final, que destaca por la gran muralla que cierra el acceso hacia al propio promontorio desde tierra firme. 
En el interior del espacio cerrado por la grand murada ciclòpia se pueden observar algunas estructuras que corresponden a viviendas. Durante la excavación de este yacimiento se pudieron documentar algunos hogares de fuego, así como una gran cisterna que se habría utilizado para recoger el agua de lluvia.

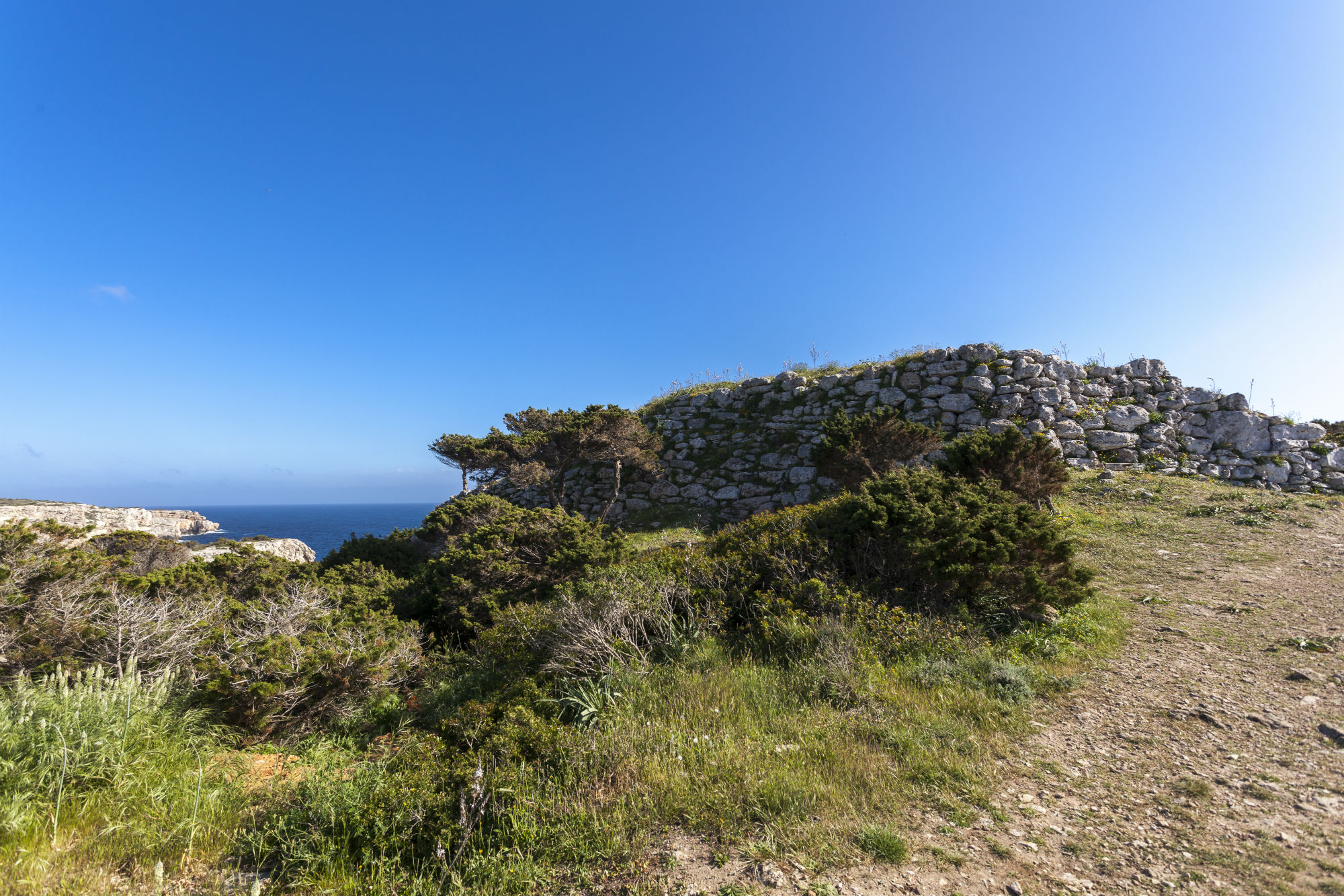
Muralla denfensiva del asentamiento

añas de excavación dieron una cronología que se sitúa entre el 1200 y el 1000 a. C.

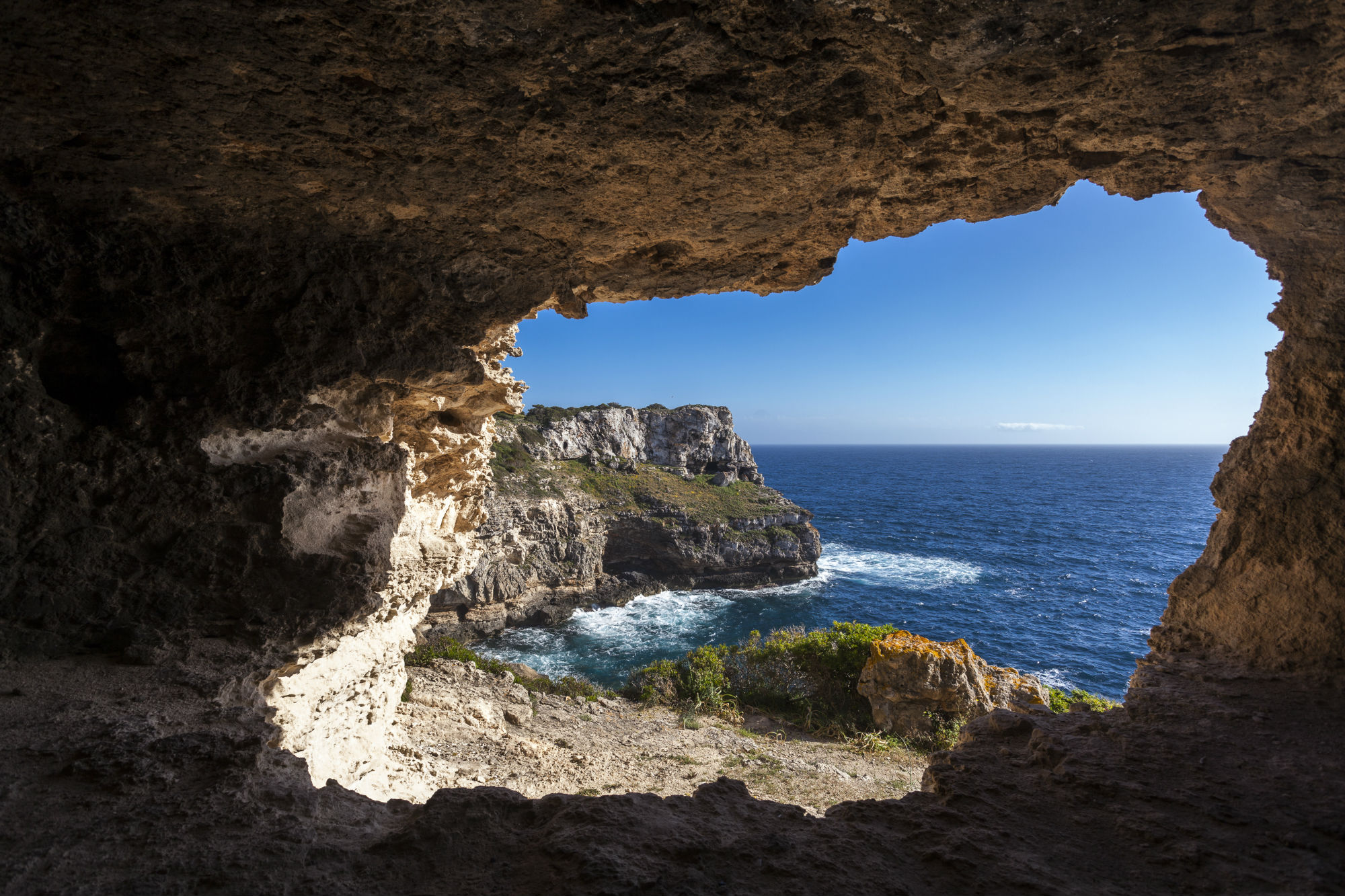
Vista desde el interior de uno de los hipogeos funerarios

Desde 1997 hasta 2012 se han sucedido una serie de excavaciones arqueológicas por parte del equipo del Museo de Menorca y de un equipo universitario de Cerdeña.